# Delo
Delo, slovenske dnevne novine iz Ljubljane, jedna od starijih i utjecajnijih tiskovina u Sloveniji. Izlazi od 1959. Uz tiskano izdanje, novine izlaze i u mrežnom obliku.
U 2021. godini prosječna naklada iznosila je više od 21 000 primjeraka. S druge strane, čitanost mrežnoga izdanja u travnju 2022. iznosila je više od 140 000 dnevnih posjeta mrežnih stranica novina.
Uredništvo novina od 1991. dodijeljuje godišnju nagradu »Kresnik« za najbolji slovenski roman u protekloj godini.